# Козиний Брід
Козиний Брід (пол. Kozi Bród) — річка в Польщі, у Хшановському й Бендзинському повітах Малопольського й Сілезького воєводства. Ліва притока Білої Пшемши, (басейн Балтійського моря).

## Опис
Довжина річки 24,26  км, найкоротша відстань між витоком і гирлом — 19,66 км, коефіцієнт звивистості річки — 1,24 . Формується притоками, багатьма безіменними струмками та загатами.

## Розташування
Бере початок на східній околиці села Мишляховиця ґміни Тшебіня. Тече переважно на північний захід через Чижівку, місто Тшебіня, Сершу, місто Яважно і у Длугчині впадає у річку Білу Пшемшу, ліву притоку Пшемши.

## Притоки
- Жабник (ліва), Лужник (права).

## Цікаві факти
- У декількох місцях річку перетинають автошляхи та багатоколійні залізниці.
- На річці у мишляховицьких лісах створено зону відпочинку.[1]

## Галерея

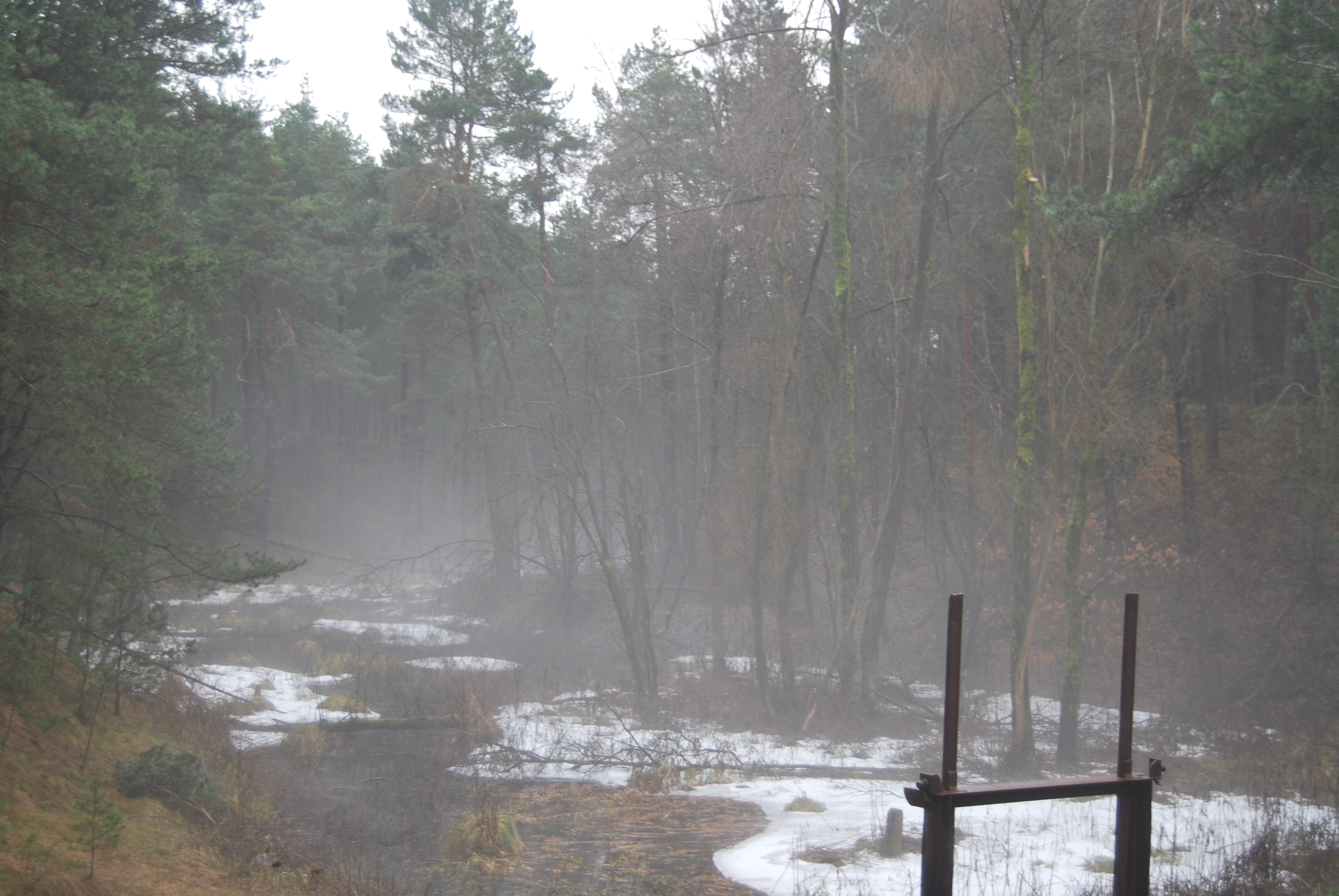
Річка Козиний Брід протікає у лісах між селами Мишляховицями та Плоками
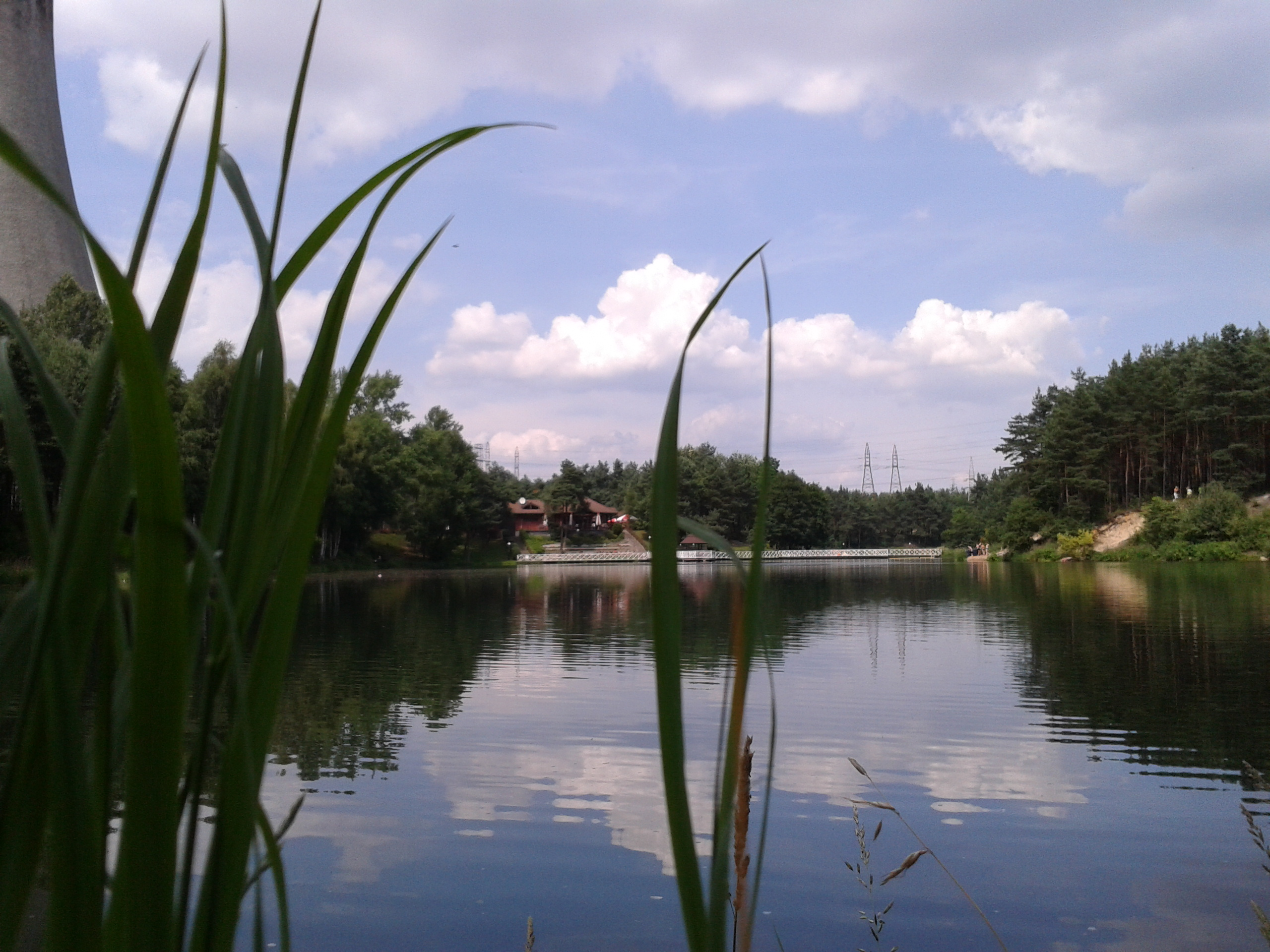
Зона відпочинку на річці